# Диас, Роберто
Роберто Диас (исп. Roberto Díaz; род. 1961, Чили) — американский альтист чилийского происхождения. Президент Кёртисовского института музыки, член Американского философского общества (2013).
Родился в Чили, вырос в Атланте (штат Джорджия).
C 1996  по 2006 годы занимал должность концертмейстера группы альтов Филадельфийского оркестра, Национального симфонического оркестра под руководством Мстислава Ростроповича и музыкантом Оркестрa Миннесоты под руководством Невиллa Марринера.
Роберто Диас является альтистом Díaz Trio вместе со своим братом-виолончелистом Андреасом Диасом
и скрипачом Андресом Карденесом.
Основными учителями Диаса был его отец Мануэль Диас, Бартон Файн, Луис Краснер и Джозеф Паскуале. Его запись транскрипций для альта Вильяма Примроуза была номинирована на премию Гремми в 2006 году. Записал сонаты для альта Анри Вьётана с пианистом Робертом Кёнигом на Naxos'е и сонаты Брамса с пианистом Джереми Денком.
Играет на альте Антонио и Джироламо Амати 1600 года, ранее принадлежавшем Примроузу, до этого играл на инструменте Карло Ландольфи 1743 года и Камилло Камилли 1739 года.

## Конкурсы
- Наумбургский конкурс альтистов, 1991. Наумбург, Нью-Йорк. 3-е место[5]

## Внешние ссылки
- Биография Роберто Диаса
- Биография Роберто Диаса на сайте Кёртисовского института